# Wallace Reginald McDonald
Pour l’article homonyme, voir Mcdonald.
Wallace Reginald McDonald, né le 18 juillet 1876 à Portage-du-Fort et mort le 2 mai 1946 à Chapeau, est un marchand et homme politique fédéral, provincial et municipal du Québec.

## Biographie
Né à Portage-du-Fort dans la région des Outaouais, il étudie à l'Université d'Ottawa. Il entama sa carrière publique en devenant commissaire d'école de 1911 à 1918 et maire de 1915 à 1923 dans le village de Chapeau. Il est aussi préfet du comté de Pontiac de 1918 à 1921.
Élu député du Parti libéral du Québec dans la circonscription provinciale de Pontiac en 1919, il est réélu en 1923, 1927 et en 1931. Il démissionne peu avant les élections de 1935 pour se présenter sur la scène fédérale.
Élu député du Parti libéral du Canada dans la circonscription fédérale de Pontiac en 1935, il est réélu en 1940 et en 1945. Il est mort en fonction en 1946 dans le village de Chapeau à l'âge de 69 ans.